# Choroń
Choroń (prononciation : [ˈxɔrɔɲ]) est une localité polonaise de la gmina de Poraj, située dans le powiat de Myszków en voïvodie de Silésie.